# Thalassarachna basteri
Thalassarachna basteri är en kvalsterart som först beskrevs av Johnston 1836.  Thalassarachna basteri ingår i släktet Thalassarachna och familjen Halacaridae. Arten är reproducerande i Sverige. Inga underarter finns listade i Catalogue of Life.